# ATP de Pequim
O ATP de Pequim – ou China Open, atualmente – é um torneio de tênis profissional masculino, de nível ATP 500.
Realizado em Pequim, capital da China, estreou em 1993. Foi o primeiro torneio depois do US Open ao usar o sistema de desafio por vídeo (o Hawk-Eye). Os jogos são disputados em quadras duras durante os meses de setembro e outubro.

## Finais

### Simples
| Ano                                                                   | Campeão              | Vice-campeão          | Resultado       |
| --------------------------------------------------------------------- | -------------------- | --------------------- | --------------- |
| 2024                                                                  | Carlos Alcaraz       | Jannik Sinner         | 66–7, 6–4, 7–63 |
| 2023                                                                  | Jannik Sinner        | Daniil Medvedev       | 7–62, 7–62      |
| Torneio não realizado entre 2022 e 2020 devido à pandemia de COVID-19 |                      |                       |                 |
| 2019                                                                  | Dominic Thiem        | Stefanos Tsitsipas    | 3–6, 6–4, 6–1   |
| 2018                                                                  | Nikoloz Basilashvili | Juan Martín del Potro | 6–4, 6–4        |
| 2017                                                                  | Rafael Nadal         | Nick Kyrgios          | 6–2, 6–1        |
| 2016                                                                  | Andy Murray          | Grigor Dimitrov       | 6–4, 7–62       |
| 2015                                                                  | Novak Djokovic       | Rafael Nadal          | 6–2,6–2         |
| 2014                                                                  | Novak Djokovic       | Tomáš Berdych         | 6–0, 6–2        |
| 2013                                                                  | Novak Djokovic       | Rafael Nadal          | 6–3, 6–4        |
| 2012                                                                  | Novak Djokovic       | Jo-Wilfried Tsonga    | 7–64, 6–2       |
| 2011                                                                  | Tomáš Berdych        | Marin Čilić           | 3–6, 6–4, 6–1   |
| 2010                                                                  | Novak Djokovic       | David Ferrer          | 6–2, 6–4        |
| 2009                                                                  | Novak Djokovic       | Marin Čilić           | 6–2, 7–64       |
| 2008                                                                  | Andy Roddick         | Dudi Sela             | 6–4, 66–7, 6–3  |
| 2007                                                                  | Fernando González    | Tommy Robredo         | 6–1, 3–6, 6–1   |
| 2006                                                                  | Marcos Baghdatis     | Mario Ančić           | 6–4, 6–0        |
| 2005                                                                  | Rafael Nadal         | Guillermo Coria       | 5–7, 6–1, 6–2   |
| 2004                                                                  | Marat Safin          | Mikhail Youzhny       | 7–64, 7–5       |
| Torneio não realizado entre 2003 e 1998                               |                      |                       |                 |
| 1997                                                                  | Jim Courier          | Magnus Gustafsson     | 7–610, 3–6, 6–3 |
| 1996                                                                  | Greg Rusedski        | Martin Damm           | 7–65, 6–4       |
| 1995                                                                  | Michael Chang        | Renzo Furlan          | 7–5, 6–3        |
| 1994                                                                  | Michael Chang        | Anders Järryd         | 7–5, 7–5        |
| 1993                                                                  | Michael Chang        | Greg Rusedski         | 7–65, 66–7, 6–4 |

### Duplas
| Ano                                                                   | Campeões                         | Vice-campeões                        | Resultado          |
| --------------------------------------------------------------------- | -------------------------------- | ------------------------------------ | ------------------ |
| 2024                                                                  | Simone Bolelli Andrea Vavassori  | Harri Heliövaara Henry Patten        | 4–6, 6–3, [10–5]   |
| 2023                                                                  | Ivan Dodig Austin Krajicek       | Wesley Koolhof Neal Skupski          | 126–7, 6–3, [10–5] |
| Torneio não realizado entre 2022 e 2020 devido à pandemia de COVID-19 |                                  |                                      |                    |
| 2019                                                                  | Ivan Dodig Filip Polášek         | Łukasz Kubot Marcelo Melo            | 6–3, 7–64          |
| 2018                                                                  | Łukasz Kubot Marcelo Melo        | Oliver Marach Mate Pavić             | 6–1, 6–4           |
| 2017                                                                  | Henri Kontinen John Peers        | John Isner Jack Sock                 | 6–3, 3–6, [10–7]   |
| 2016                                                                  | Pablo Carreño Busta Rafael Nadal | Jack Sock Bernard Tomic              | 66–7, 6–2, [10–8]  |
| 2015                                                                  | Vasek Pospisil Jack Sock         | Daniel Nestor Édouard Roger-Vasselin | 3–6, 6–3, [10–6]   |
| 2014                                                                  | Jean-Julien Rojer Horia Tecău    | Julien Benneteau Vasek Pospisil      | 66–7, 7–5, [10–5]  |
| 2013                                                                  | Max Mirnyi Horia Tecău           | Fabio Fognini Andreas Seppi          | 6–4, 6–2           |
| 2012                                                                  | Bob Bryan Mike Bryan             | Carlos Berlocq Denis Istomin         | 6–3, 6–2           |
| 2011                                                                  | Michaël Llodra Nenad Zimonjić    | Robert Lindstedt Horia Tecău         | 7–62, 7–64         |
| 2010                                                                  | Bob Bryan Mike Bryan             | Mariusz Fyrstenberg Marcin Matkowski | 6–1, 7–65          |
| 2009                                                                  | Bob Bryan Mike Bryan             | Mark Knowles Andy Roddick            | 6–4, 6–2           |
| 2008                                                                  | Stephen Huss Ross Hutchins       | Ashley Fisher Bobby Reynolds         | 7–5 , 6–4          |
| 2007                                                                  | Rik de Voest Ashley Fisher       | Chris Haggard Lu Yen-hsun            | 6–7, 6–0, [10–6]   |
| 2006                                                                  | Mahesh Bhupathi Mario Ančić      | Michael Berrer Kenneth Carlsen       | 6–4, 6–3           |
| 2005                                                                  | Justin Gimelstob Nathan Healey   | Dmitry Tursunov Mikhail Youzhny      | 4–6, 6–3, 6–2      |
| 2004                                                                  | Justin Gimelstob Graydon Oliver  | Alex Bogomolov Jr. Taylor Dent       | 4–6, 6–4, 7–6      |
| Torneio não realizado entre 2003 e 1998                               |                                  |                                      |                    |
| 1997                                                                  | Mahesh Bhupathi Leander Paes     | Jim Courier Alex O'Brien             | 7–5, 7–6           |
| 1996                                                                  | Martin Damm Andrei Olhovskiy     | Patrik Kühnen Gary Muller            | 6–4, 7–5           |
| 1995                                                                  | Tommy Ho Sébastien Lareau        | Dick Norman Fernon Wibier            | 7–6, 7–6           |
| 1994                                                                  | Tommy Ho Kent Kinnear            | David Adams Andrei Olhovskiy         | 7–6, 6–3           |
| 1993                                                                  | Paul Annacone Doug Flach         | Jacco Eltingh Paul Haarhuis          | 7–6, 6–3           |